# Hiranai
Hiranai (平内町; Hiranai-machi) és un poble del Japó situat a la prefectura d'Aomori.